# Orchis × bivonae
Orchis × bivonae es una notoespecie (un híbrido natural) entre Orchis italica × Orchis anthropophora. Se distribuye por Italia.

## Hábitat
Este híbrido de orquídeas terrestres se desarrolla en prados y terrenos a la luz solar directa o media sombra. En Italia sobre todo en la región de La Toscana.

## Descripción
Las hojas que forman una roseta foliar pegadas casi a rás de suelo son oblongas lanceoladas con una longitud de 5 cm. 
Las inflorescencias que son erectas, cónicas, salen de la roseta basal de hojas y presentan una densa floración con flores pequeñas en las que los tres sépalos, de color rosáceo con motas de color rosa más intenso y nerviaciones que convergen en el ápice, están unidos por los bordes con una quinta parte separada por los extremos, formando una especie de casco que cubre la columna.
 
Dos pétalos se encuentran bajo el casco, del mismo color que los sépalos, pero más estrechos y finos casi no sobresalen. Debajo de este casco sobresale el labelo unas tres veces más largo que los sépalos estrecho y con cuatro identaciones profundas que le da aspecto de unos flecos, con el color rosa más intenso que en los sépalos y puntos de color rosa más pronunciado.

Florecen desde abril hasta junio.